# جامع السعادات (كتاب)
جامع السعادات هو كتابٌ في الأخلاق النظرية (الاخلاق العقلية) والتطبيقية باللغة العربية ومن أشهر الکتب في علم الأخلاق من تأليف المولى محمد مهدي النراقي، حكيم وفقيه في القرن الـ12و 13 للهجرة. هذا الكتاب هو الأول من نوعه لأنه يشمل البعدين الفلسفي والعقلي معاً كما يشمل الجانبين الديني والتطبيقي.

## حول المؤلف
مؤلف الكتاب وهو المولى محمد مهدي النراقي كان متبحّراً في مجال الفلسفة الإسلامية وعلم الأخلاق. هو كان من المدرّسين المطّلعين في مجال العلوم الشرعية والفقه وأصول الفقه والرجال والحديث والتفسير والطب والكلام وجميع فروع الرياضيات، وله مؤلفات عديدة في بعض هذه المجالات. اغتنم النراقي الفرصةَ في هجرته إلی اصفهان فتعلّم فيها اللغة العبرية واللاتينية، من أجل أن يسهل عليه الرجوع إلى الكتب التي تطبع بهذه اللغات ومطالعتها. يعدّ كتاب جامع السعادات من أهم الكتب في مجال الاخلاق النظرية.

## هيكلية الكتاب
جامع السعادات وبتصريح المؤلف  يحتوي على قسم من الحكمة العملية القديمة (الأخلاق) ولا يتحدّث عن سائر أقسام الحكمة القديمة (كـتدبير المنزل وسياسة المدن)، لأنّ هدف التأليف هو إصلاح النفس وتهذيب الأخلاق الإنسانية.
الكتاب يشتمل على ثلاثة أبواب؛
الباب الأول في المقدمات والذي يتضمن مواضيع عامة لعلم الأخلاق وأُسسه، من قبيل تجرّد النفس وبقائها، تأثير المزاج على الأخلاق، تأثير التربية على الأخلاق، النفس وأسماؤها وقواها الأربعة وأنّ غاية السعادة هو التشبّه بمبدأ الخلق.
الباب الثاني في أقسام الأخلاق، يشتمل على مواضيع كالفضائل والرذائل، ويبحث فيه عن الفضائل الأربعة (الحكمة والعدالة والشجاعة والعفّة)، وفي حقيقة العدالة أنّ العقل النظري بنفسه يدرك الفضائل والرذائل، الطريق الوسط، الاعتدال وما سواه (الإفراط والتفريط) في الأخلاق.
الباب الثالث، حول الأخلاق الحميدة، يشتمل على المقدّمة وأربعة مراتب.
جاء في المقدّمة طريقة حفظ الاعتدال للفضائل الأخلاقية، ويبحث فيها عن معالجة النفس بشکل عام ومعالجتها على وجه خاصّ، ويتحدث في المراتب عن القوة العاقلة وما يتعلق بالقوة الغضبية من أمور وعن رذائل وفضائل القوة الشهوية.

## ميزات الكتاب

### الإحاطة على النصوص المتقدّمة
المولى محمد مهدي النراقي كان محيطاً ببعض النصوص المتقدّمة في علم الأخلاق، كما نقل في مواضيع الباب الأول والثاني أقوالاً عن الحكماء المتقدّمين أمثال فيثاغورس  وأفلاطون  وأرسطو  وأبي علي مسكويه.
يُعتقد أنّ المؤلّف استفاد كثيرا في خصوص مباحث الأخلاق النظرية من كتابي تهذيب الأخلاق لأبي علي مسكويه والأخلاق الناصري للنصير الدين الطوسي. اعتبر النراقي أنّ أبو علي مسكويه هو مِن أساتذة علم الأخلاق وأنه أوّل عالم مسلم ألّف كتاباً في مجال الأخلاق. أمّا الباب الثالث من كتاب جامع السعادات ـ والذي يعرض فيه تفاصيل المواضيع الأخلاقية ـ غالباً ما يستند فيه المؤلّف إلى آيات وروايات لإثبات وتبيين غاية مراده.

### تأکيد علی الجانبين العقلي والتطبيقي
من جملة مميزات هذا الكتاب بالمقارنة إلى ما سبقه من كتب الأخلاق أنّه غالبا يؤكد على الجانب العقلي والنظري والفلسفي مثلما جاء في نظرائه ک«السعادة والإسعاد» و«تهذيب الأخلاق» و«أخلاق الناصري» وكذلك يشير إلی الجانب النقلي والتطبيقي للأخلاق مثلما جاء في کتاب إحياء علوم الدين وكيمياء السعادة والمحجة البيضاء، أمّا كتاب جامع السعادات فيجمع كلا الجانبين وبأسلوب متميّز وسلس.

## الطباعة والتصحيح والترجمة
طبع هذا الكتاب بالطباعة الحجرية وبتصحيح من الشيخ محمود البروجردي. وتمّ طباعته في ثلاث أجزاء بتصحيح وتهميش السيد محمد كلانتر، مع مقدّمة للشيخ محمد رضا المظفر، في النجف.

## الوصلات الخارجية
- جامع السعادات-الجزء الأول
- جامع السعادات-الجزء الثاني

## الهوامش
1. ↑  اللمعة الإلهية والكلمات الوجيزة، مقدمة الأشتياني، ص: 22-23.
2. ↑  جامع السعادات، ج1، ص:16.
3. ↑  فهرس أجزاء جامع السعادات نسخة محفوظة 01 أغسطس 2017 على موقع واي باك مشين.
4. ↑  يراجع جامع السعادات، ج1، ص: 50.
5. ↑  جامع السعادات، ج1، ص:62.
6. ↑  جامع السعادات، ج1، ص: 58،69.
7. ↑  جامع السعادات، ج1، ص:81.
8. ↑  يراجع جامع السعادات، ج1، ص:80-81.
9. ↑  النراقي،، ج1، مقدمة مجتبوي، ص:21.